# Milan Muškatirović
Milan Muškatirović (in serbo Милан Мушкатировић?; Bihać, 9 marzo 1934 – Belgrado, 27 settembre 1993) è stato un pallanuotista jugoslavo, vincitore di una medaglia d'argento alle olimpiadi di Tokyo 1964., un argento agli europei di  Budapest 1958 e un oro ai giochi del mediterraneo di Napoli 1963. Con la calottina dello Jadran H.N. vinse due campionati jugoslavi, mentre con quella del Partizan vinse un altro campionato jugoslavo e due edizioni della Coppa dei Campioni.